# Nineta vittata
Nineta vittata är en insektsart som först beskrevs av Wesmael 1841.  Nineta vittata ingår i släktet Nineta och familjen guldögonsländor. Arten är reproducerande i Sverige. Inga underarter finns listade i Catalogue of Life.

## Bildgalleri

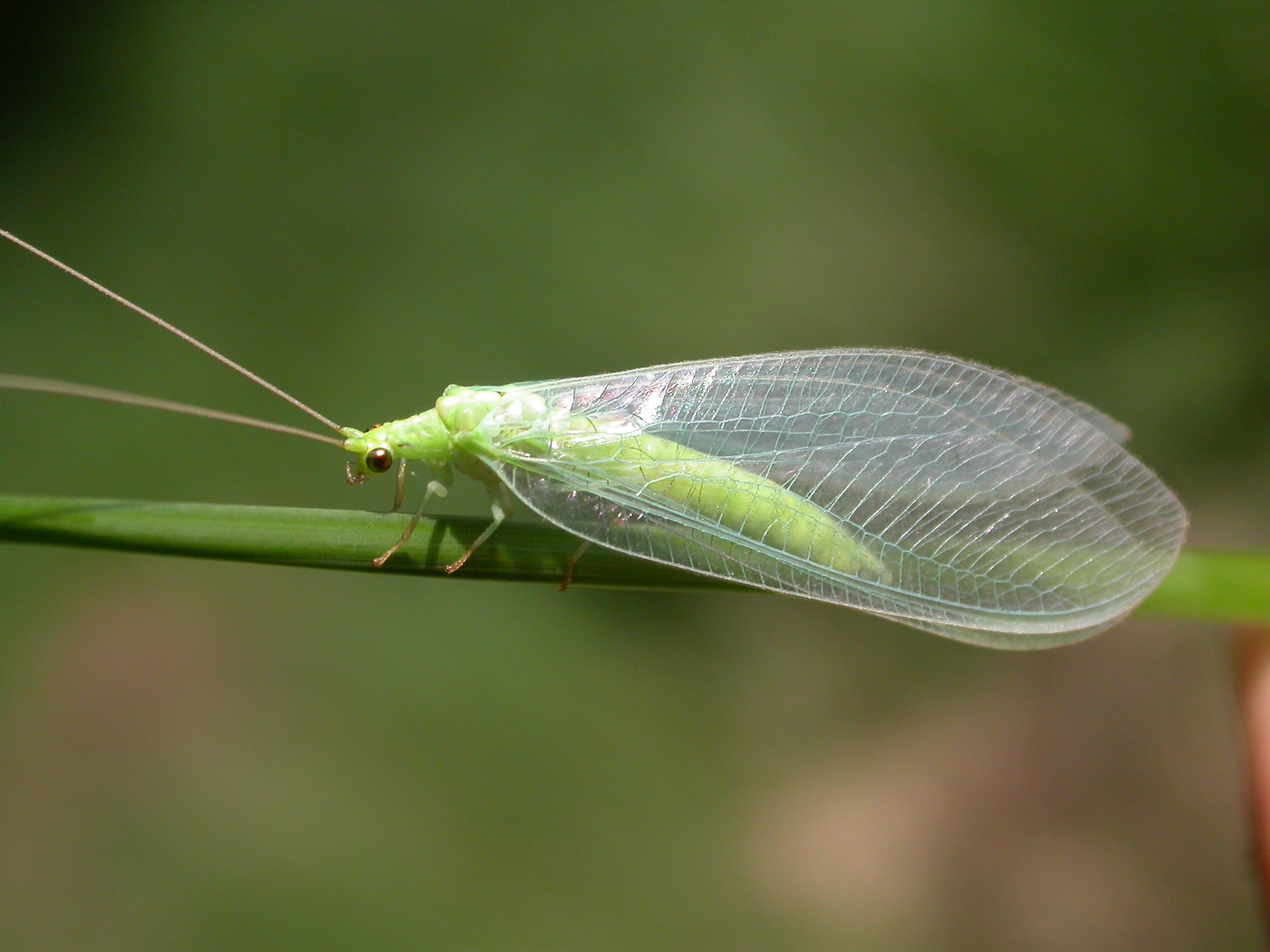